# JFJ E
Die Schlepptenderdampflokomotiven JFJ E 27–36, 43–44 wurden von Jysk-Fyenske Jernbaner (JFJ) für den Betrieb auf ihren Bahnstrecken in Jütland beschafft.

## Geschichte
1867 war die Eröffnung der durch Peto, Brassey and Betts im Auftrag der dänischen Regierung gebauten Bahnstrecke Fredericia–Aarhus abzusehen. Es war daher notwendig, neue Lokomotiven bestellen, zumal ein zusätzlicher Zuschuss vom Staat gewährt wurde, um die wenige Jahre zuvor beschafften, jedoch überlasteten Maschinen der von Canada Works, Birkenhead, England hergestellten A (I) abzulösen.
Die Vorgängergesellschaft der JFJ – die von Peto, Brassey and Betts gegründete Det danske Jernbane Driftsselskab (DJDS) – setzte auf Lokomotiven von Canada Works. Allerdings hatte der Staat die DJDS 1867 übernommen und damit eine neue Einkaufspolitik festgelegt.
Insgesamt 22 neue Lokomotiven, unter anderem für die Strecke Fredericia–Aarhus, wurden bei  Robert Stephenson & Co. in Newcastle-upon-Tyne bestellt. Der Auftrag war ein Bruch mit den bisher beschafften Allzwecklokomotiven. Es wurden drei verschiedene Lokomotivgattungen beschafft, für Schnellzüge, für Personenzüge und für Güterzüge. Von der letzten Gattung wurden zunächst zehn Stück mit den Fabriknummern 1887–1896 erworben. Die dreifach gekuppelte Güterzuglokomotiven wurden als Baureihe E bezeichnet, als 1878 Buchstaben für die Baureihen eingeführt wurden. Zuvor wurden die Lokomotiven der Gesellschaft nur mit Nummern bezeichnet.
Alle Lokomotiven wurden in der Fabrik in Newcastle gebaut und 1868 nach Dänemark gebracht. Dies erfolgte in zerlegter Form. Rahmen, Kessel und die zweiachsigen Tender wurden bei der Ankunft in Aarhus gesammelt. Die anderen Teile wurden in Kisten verpackt und mit einem Kohleschiff geliefert. Nach der Ankunft der Teile in der Werkstatt in Aarhus wurden die Lokomotiven innerhalb von drei Tagen zusammengebaut. Danach erfolgte eine Probefahrt zwischen Aarhus und Randers. Nach jedem Testlauf wurde den Arbeitern ein Mittagessen als eine Art von Bezahlung von Überstunden serviert, teilweise wurde eine Flasche Champagner geöffnet.

## Technik
Die Zylinder lagen leicht über der Achsmitte und waren in Richtung der Treibachse schräg nach unten ausgerichtet. Alle Federn der Treib- und Kuppelachsen wurden im Rahmen oberhalb der Achslager aufgehängt. Die Rauchkammer war leicht geneigt, während der Rost in seinem vorderen Teil stark geneigt war. Für die Saugluftbremsen bekamen die Maschinen in den 1880er Jahren je zwei Bremsklötze an der Vorderseite und an der Rückseite der Kuppelachsen, während die Treibradachse keine Bremseinrichtung erhielt.

## Einsatz
Nach der Eröffnung der Strecke zwischen Fredericia und Aarhus kamen die Lokomotiven auf der Østjyske længdebane zum Einsatz. Die Lokomotiven waren erfolgreich, denn sie konnten mit 24 beladenen Wagen die Steigung bei Hasselager südlich von Aarhus überwinden. Als Problem stellte sich schnell heraus, dass die Lokomotiven zu schnell fuhren. Bei einer Geschwindigkeit von 75 km/h begannen sie zu schlingern. Bereits im Jahr der Auslieferung kam es bei Hasselager Bakken zu einem schweren Zwischenfall. Die Maschine war mit hoher Geschwindigkeit mit einem schweren Güterzug unterwegs, als durch das Schlingern die Radbolzen brachen. Darüber hinaus lösten sich Schienen, und auf der Strecke wurden 27 Telegraphenmasten umgeworfen. Oberbahnmeister Hodge, ein Engländer, gab den Maschinen die Bezeichnung „the rail crushers“. Das Problem war so ernst, dass entschieden wurde, die Höchstgeschwindigkeit auf 50 km/h herabzusetzen.
Trotz der Schwingneigung waren die Lokomotiven gut gelungen, dass für die Eröffnung der Bahnstrecke Randers–Aalborg 1869 zwei weitere E-Lokomotiven mit den Nummern 43 und 44 von Robert Stephenson bestellt wurden, die im gleichen Jahr mit den Fabriknummern 1921 und 1922 geliefert wurden.
Von Anfang an fuhren die leistungsfähigen E-Maschinen auf der Østjyske længdebane, dies war viele Jahre ihre Stammstrecke.
Am 26. Dezember 1876 erlitten E 35 und E 44 einen schweren Unfall, der neun Todesopfer forderte.
Mit der Lieferung von moderneren Lokomotiven wurden sie von ihrer Stammstrecke verdrängt. 1887 übernahmen sie Güterzüge auf der Strecke zwischen Langå und Struer, wohin sich ihr Haupteinsatzgebiet verlagerte.

## Königlicher Besuch in Jütland
Am 18. September 1869 fand die Einweihung der 81 km langen Strecke zwischen Randers und Aalborg statt. Das Königspaar Christian IX. und Louise sowie Kronprinz Frederik und Prinzessin Thyra kamen mit der königlichen Yacht nach Aalborg. Nach dem Mittagessen im Kompagnihuset begann die feierliche Einweihung der Strecke. Der Zug bestand aus einer geschmückten E-Lokomotive und 17 Wagen, einer davon war der Königswagen von 1854. Nachdem die Plätze eingenommen waren, fuhr der Zug von Aalborg um 12:30 Uhr ab. Unter den Gästen waren Generaldirektor Niels Henrik Holst und sein Kollege der Sjællandske Jernbane-Selskab, Viggo Rothe. Innenminister Jacob Brønnum Scavenius Estrup und Oberingenieur Frederick James Rowan waren ebenfalls anwesend. Während der Fahrt wurde an allen Stationen Halt gemacht und in Hobro stieg die königliche Familie aus dem Zug, um gefeiert zu werden und einige offizielle Reden hören. Um 16 Uhr kam der Zug nach Randers, wo das Innenministerium ein Abendessen gab. Am Tag danach setzte die königliche Familie ihre Reise im königlichen Salonwagen fort. Diese Fahrt wurde als königliche Einweihung des jütländischen Eisenbahnnetzes gesehen.

## DSB E (I)
1885 waren JFJ und SJS zu Danske Statsbaner (DSB) verschmolzen worden. Die maschinentechnische Abteilungen blieben noch bis 1892 eigenständig. Zwei Lokomotiven wurden 1888/89 nach Seeland verliehen. Bei DSB wurde die Baureihe unter DSB E (I) einsortiert.
In der Zeit von 1887 bis 1897 wurden mit der E 28 Versuche unternommen. Ein Hochdruckzylinder wurde durch einen Niederdruckzylinder ersetzt. Dieser Versuch verlief unbefriedigend, da sich das Fahrverhalten der Lokomotive verschlechterte, vor allem auf Steigungsabschnitten. In der Zeit von 1885 bis 1893 wurden bei allen Lokomotiven die Kessel ersetzt.
Bereits in den späten 1880er Jahren wurden die Lokomotiven, die im Bereich von Struer beheimatet waren, von Umstrukturierungsmaßnahmen im Dienststellenbereich betroffen. Dies zog veränderte Einsatzgebiete nach sich. Zu Beginn der 1890er Jahre übernahmen die Maschinen den Markedstog (deutsch Marktzug) mit Vieh entlang der Vestjyske længdebane nach Esbjerg.
1897 waren alle E-Maschinen im Maschinendepot Struer stationiert, in den frühen 1900er Jahren waren sie zudem in Thisted und Glyngøre beheimatet. Auf der Thybane übernahmen sie am 1. Mai 1906 alle Dienste von den bisher dort eingesetzten Baureihen P und J (I). Im März 1908 waren drei E-Maschinen in Glyngøre und fünf in Thisted stationiert.
1912 stellten DSB einige ihrer H-Lokomotiven außer Dienst, die 1868 mit der Baureihe E geliefert wurde. Dadurch wurden einige Betriebsnummern frei und so erhielten E 43 und E 44 die neuen Nummern 37 und 38.

## Ausmusterungen und Verbleib
1915 schied mit der E 28 die erste Lokomotive aus dem Bestand aus. Am 1. Juli 1920 hatten E 30 bis E 33 feste Umlaufpläne von Thisted und E 27 und E 29 wurden ebenfalls vom dortigen Maschinendepot disponiert. In Glyngøre waren E 35 bis E 38 im festen Plan. E 34 war fest in Holstebro.
Mitte der 1920er Jahre begann die Ausmusterung der Baureihe. 1923 traf es E 29. Die letzte Lok war 1932 die E 33, die bis zu diesem Zeitpunkt 64 Jahre im Dienst stand.
Alle Lokomotiven wurden verschrottet, lediglich zwei Tender fanden eine weitere Verwendung.
Der Tender der E 29 wurde 1926 zum Brovægtsprøvevogn (deutsch Brückengewichtsprüfwagen) Nr. 11. Er wurde mit einer Schraubenhandbremse ausgestattet und war in Nyborg beheimatet. 1937 erhielt er die Nr. 7. Er wurde 1955 außer Dienst gestellt.
Der Tender der E 32 wurde 1924 zum Wasserwagen Nr. 32 mit einem Fassungsvermögen von 7000 Litern umgebaut. Er erhielt eine Schraubenhandbremse. Vom Heimatbahnhof Nyborg aus war er für die Versorgung der Einrichtungen im Fährhafen von Knudshoved mit Trinkwasser im Einsatz. 1928 erhielt er die Nr. 7. Ab 1939 war er an das Elektrizitätswerk Nyborg verliehen, seine Ausmusterung erfolgte 1951.